# Inhaken

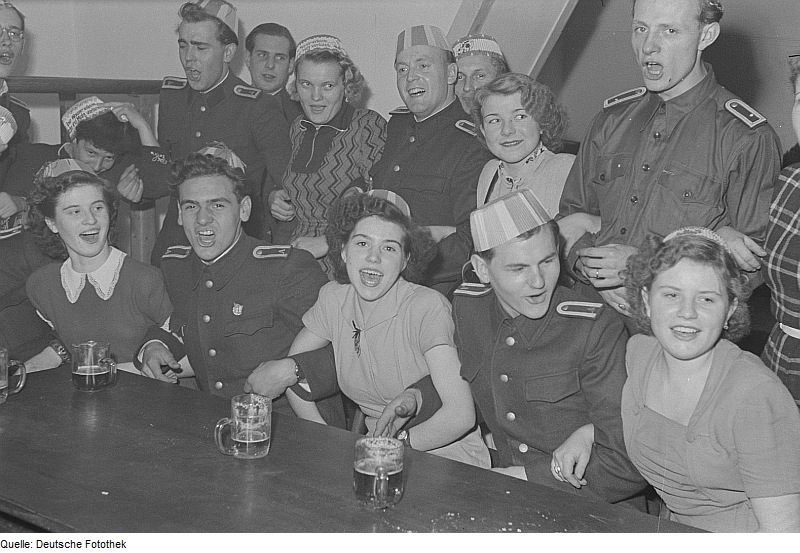
Zingend inhaken op een feest in de DDR (1953)

Inhaken is de arm door de gebogen arm van iemand anders steken, om deze op die manier vast te houden.
Inhaken wordt gedaan op feestjes, als er gezellige muziek is waarbij men "niet stil kan zitten" en er weinig ruimte is om te dansen. Soms gebeurt het spontaan, soms na de kreet "inhaken!". Men geeft elkaar al zittend een arm en schommelt dan samen naar links en naar rechts. Deze "dans" wordt eveneens inhaken genoemd.
Ook bij Willem II wordt er traditiegetrouw bij de aftrap gehoor gegeven aan het ‘inhaken’. Supporters omarmen elkaar waarna ze massaal springend hun lijflied ten gehore brengen. 
In Limburg wordt inhaken Sjunkele genoemd, het wordt veel gedaan tijdens carnaval en komt van het Duitse woord Schunkeln wat ook in het Duitse Rijnland gebruikt wordt voor inhaken tijdens carnaval. De oorspronkelijke etmylogie van het woord Sjunkele komt uit de regio's Thüringen en Saksen, waar in het dialect Schunkel schommel betekent.